# Domingos Miguel da Cunha Velho Sotomaior de Azevedo Melo Távora Albergaria e Castro
Domingos Miguel da Cunha Velho Sotomaior de Azevedo Melo Távora Albergaria e Castro ComC • ComNSC (Rio de Janeiro, Sacramento da Sé, 12 de Abril de 1806 - Braga, Dume, Casa da Ordem, 28 de Outubro de 1877), 1.º Barão da Retorta, foi um militar e empresário agrícola português.

## Biografia
Filho de Domingos Miguel da Cunha Sotomaior de Azevedo, Senhor de Vínculos, e de sua mulher Maria Joaquina Antunes Maciel e primo-irmão do 1.º Visconde de Sotomaior.
Foi Moço Fidalgo da Casa Real com exercício no Paço, Comendador da Real Ordem Militar de Nosso Senhor Jesus Cristo, Comendador da Real Ordem Militar de Nossa Senhora da Conceição de Vila Viçosa, condecorado com a Medalha Militar da Expedição a Pernambuco, Tenente-Coronel Honorário, Senhor da Casa e Morgado da Retorta.
Partidário dos princípios constitucionais, defendeu-os durante a Guerra Civil Portuguesa, e foi Almotacé de Barcelos e, em 1847, Comandante do Batalhão Móvel de Barcelos.
Riquíssimo Proprietário em Barcelos e Vila do Conde, morreu completamente arruinado e quase cego.
O título de 1.º Barão da Retorta foi-lhe concedido por Decreto de D. Maria II de Portugal de 3 de Novembro de 1853. Armas: escudo esquartelado, o 1.º da Cunha, o 2.º Velho, o 3.º de Azevedo dos Senhores de São João de Rei, o 4.º de Melo, e sobre o todo Soares de Albergaria; timbre da Cunha; coroa de Barão.

## Casamento e descendência
Casou a 21 de Novembro de 1830 com Ana Emília da Costa de Almeida Ferraz (Barcelos, Barcelinhos, 20 de Maio de 1816 - Braga, 19 de Junho de 1888), filha de José Tomás da Costa de Almeida Ferraz e de sua mulher Ana Cândida de Araújo Pereira, com geração.